# 约翰·博兰
约翰·博兰（英語：John Boland，1870年9月16日—1958年3月17日）是愛爾蘭民族主義政治家，在大不列顛及愛爾蘭聯合王國下議院中擔任議員，並作為愛爾蘭議會黨（Irish Parliamentary Party）的成員代表南凱利選區，任職於1900年至1918年。他也是爱尔兰男子网球运动员，為第一屆現代奧運會網球比賽的金牌得主，曾代表英国和混合队参加1896年夏季奥林匹克运动会网球比赛，获得男子单打和男子双打金牌。